# Schwaneweder Straße (Bremen)
Die Schwaneweder Straße ist eine zentrale Erschließungsstraße in Bremen-Nord, Stadtteil Blumenthal, Ortsteil Lüssum. Sie führt von der Lüssumer Straße bis zur Blumenthaler Straße in Schwanewede.
Die Querstraßen und Anschlussstraßen wurden u. a. benannt als Lüssumer Straße nach dem bis 1907 selbstständigen Ort Lüssum, Kreinsloger nach dem Kreins- = Krähenlager, Landrat-Berthold-Straße nach dem Landrat Paul Berthold (1855–1917), An de Holtöber nach dem Holzüber als Abgrenzung der Weiden, An de Deelen nach den die Felder teilenden Wällen, Bauvereinsstraße nach dem dort aktiven Spar- und Bauverein, Steenkuhlenweg nach einer Steinkuhle, Pürschweg 1951 nach der Pirsch beim Jagen, Steenkampsweg nach einer Flurbezeichnung für ein steiniges Feld (= Kamp), Himmelskamp nach einer Familie, Hegeweg 1951 nach Forstbegriff der Tierpflege, unbenannter Weg zum Jagdweg, Turnerstraße nach den anliegenden Turnerplätzen, Ringofenstraße nach den früher zahlreichen Ziegeleien, nach den ostpreußischen Städten Treuburger Straße (heute das polnische Olecko) und Gumbinner Ring (heute Gussew), Eva-Seligmann-Straße nach der Reformpädagogin (1912–1997), Am Bodden nach einer Flur (Bodden = sumpfiges Gebiet), unbenannter Weg, Hohenbuchener Straße nach dem örtlichen Teil von Schwanewede, nach den ostpreußischen Städten Rastenburger Straße (heute Kętrzyn) und Riesenburger Straße (heute Prabuty), Am Steending nach einer Flur und nach der altgermanischen Thingstätte, An der Landesgrenze (zu Niedersachsen) und Blumenthaler Straße in Schwanewede; ansonsten siehe beim Link zu den Straßen.

## Geschichte

### Name
Die Schwaneweder Straße wurde nach dem benachbarten Ort Schwanewede in Niedersachsen benannt, zu dem sie führt. Schwanewede führt den Schwan im Wappen. Der Name Schwanewede wurde 1203 erstmals urkundlich als Personenname erwähnt. Der Ort gehörte lange Zeit zum Amt Blumenthal.

### Entwicklung
Die Straße ist eine alte Wegeverbindung von Blumenthal nach Schwanewede. Nach dem Zweiten Weltkrieg wurde die Straße ausgebaut.
Blumenthal ist Bremens nördlichster Stadtteil.

Lüssum-Bockhorn entstand aus zwei Gemeinden im Kreis Blumenthal, die in Blumenthal eingegliedert wurden.

### Verkehr
Die Bundesautobahn 270 erschließt hier seit 2009 den Stadtteil für den Fernverkehr und führt westlich zur Bundesstraße 74 nach Farge zur Weserfähre und nach Berne sowie östlich zur B 74 nach Stade bzw. zur Bundesautobahn 27 nach Bremen-Mitte bzw. Cuxhaven.
Im Nahverkehr in Bremen wird die Straße von der Buslinie 94 (Marßel ↔ Bf Burg ↔ Schwanewede) und der Linie 95 (Gröpelingen ↔ Bockhorn (oder Betriebshof Blumenthal)) durchfahren.

## Gebäude und Anlagen
An der teils baumbeflanzten Straße stehen überwiegend ein- und zweigeschossige Wohnhäuser.
Erwähnenswerte Gebäude und Anlagen
- Nr. 1–5: 4-gesch. verklinkertes, neueres Wohn- und Geschäftshaus mit u. a. Volksbank Bremen-Nord
- Nr. 2: 2-gesch. Wohn- und Geschäftshaus von um 1910 mit einem prägenden 3-gesch. Ecktürmchen mit einer Glockenhaube und einem Café
- Nr. 21/23: 2-gesch. Wohn- und Geschäftshaus mit Apotheke
- Nr. 27/37: 1-gesch. neues Einkaufszentrum von um 2018
- Nr. 42: 1-gesch. Einkaufszentrum
- Nr. 52/54: 3-gesch. Hotel und Restaurant Zur Heidquelle und Apotheke
- Nr. 59: 1-gesch. Geschäftshaus mit Zwerchgiebel und mit Restaurant
- Himmelskamp Nr. 21: Evangelische Kirchengemeinde Bockhorn
- Nr. 91: 2-gesch. Wohn- und Geschäftshaus mit Restaurant
- Zwischen Pürschweg und Nr. 101: Grünfläche und dahinter die 1- bis 2-gesch. Grundschule am Pürschweg
- Nr. 132 bis 150a: 3-gesch. Wohnhäuser der 1970er Jahr mit Satteldächern und
- Nr. 179 bis 187: 3-gesch. Wohnhäuser der 1970er Jahre mit Satteldächern
- Nr. 200: 1-gesch. Einkaufszentrum
- Nr. 205: 7-gesch. Wohnhochhaus mit weiteren 2- und 3-gesch. Wohnhäusern

Gedenktafeln
- Stolpersteine für die Opfer des Nationalsozialismus gemäß der Liste der Stolpersteine in Bremen:
  - Nr. 2 für den Widerstandskämpfer (KPD) Georg Bauer (1903–1945, gefallen).